# Kalwaria Wejherowska
Kalwaria Wejherowska (kasz. Wejrowskô Kalwarëjô) – zespół 26 kaplic ufundowanych przez wojewodę malborskiego Jakuba Wejhera – założyciela Wejherowa, na trzech wzniesieniach noszących nazwy: Góry Oliwnej, Góry Syjon i Góry Kalwarii. Została zbudowana w latach 1649–1655. Jest ona perłą architektury sakralnej Polski Północnej i obok Kalwarii Zebrzydowskiej i Pakoskiej jest najstarszym sanktuarium Męki Pańskiej w Polsce. Wspólnie z zabudową miejską Wejherowa i zespołem pałacowo-parkowym, tworzy ona jednolity kompleks o dużych walorach krajobrazowo – przestrzennych. Jest jednym z trzech najwybitniejszych tego rodzaju założeń w Polsce. Opiekują się nią franciszkanie z wejherowskiego klasztoru św. Anny.

## Kaplice kalwaryjskie
1. Kaplica Wniebowstąpienia (85,1 m n.p.m.)
2. Kaplica Ogrójca (72,4 m n.p.m.)
3. Kaplica Pocałunku Judasza (69,4 m n.p.m.)
4. Kaplica Grobu Matki Bożej (52 m n.p.m.)
5. Kaplica nad Cedronem (Kaplica Cedronu, 53 m n.p.m.)
6. Kaplica Bramy Jerozolimskiej (Kaplica Bramy Wschodniej, 66,3 m n.p.m.)
7. Kaplica Domu Annasza (92 m n.p.m.)
8. Kaplica Wieczernika (112 m n.p.m.)
9. Kaplica Dom(k)u Matki Bożej (112 m n.p.m.)
10. Kaplica Domu Kajfasza (112,2 m n.p.m.)
11. Kaplica Pałacu Piłata (95 m n.p.m.)
12. Kaplica Pałacu Heroda (94,9 m n.p.m.)
13. Kaplica Podjęcia Krzyża (97 m n.p.m.)
14. Kaplica Pierwszego Upadku Chrystusa (91,3 m n.p.m.)
15. Kaplica Spotkania z Matką Boską (83,2 m n.p.m.) wybudowana przez Jakuba Wejhera z herbami Anny Elżbiety Schaffgotsch[2] i Anhaldt. Obok 250-letni dąb o wys. 30 m)
16. Kaplica Cyrenejczyka (92 m n.p.m.)
17. Kaplica św. Weroniki (112 m n.p.m.)
18. Kaplica Bramy Łez – Drugi Upadek Chrystusa (99,5 m)
19. Kaplica Płaczących niewiast (85,9 m n.p.m.)
20. Kaplica Trzeciego Upadku Chrystusa (97 m n.p.m.)
21. Kaplica Obnażenia Chrystusa (99,4 m n.p.m.)
22. Kaplica Przybicia do Krzyża (101 m n.p.m.)
23. Kościół Trzech Krzyży (104 m n.p.m.)
24. Kaplica Zdjęcia z Krzyża – Kaplica Wejherowskiej Piety
25. Kaplica Grobu Chrystusa (81,9 m n.p.m.)[3]
26. Kaplica Bramy Oliwskiej - miejsce powitania pielgrzymów przybywających od Oliwy

## Galeria

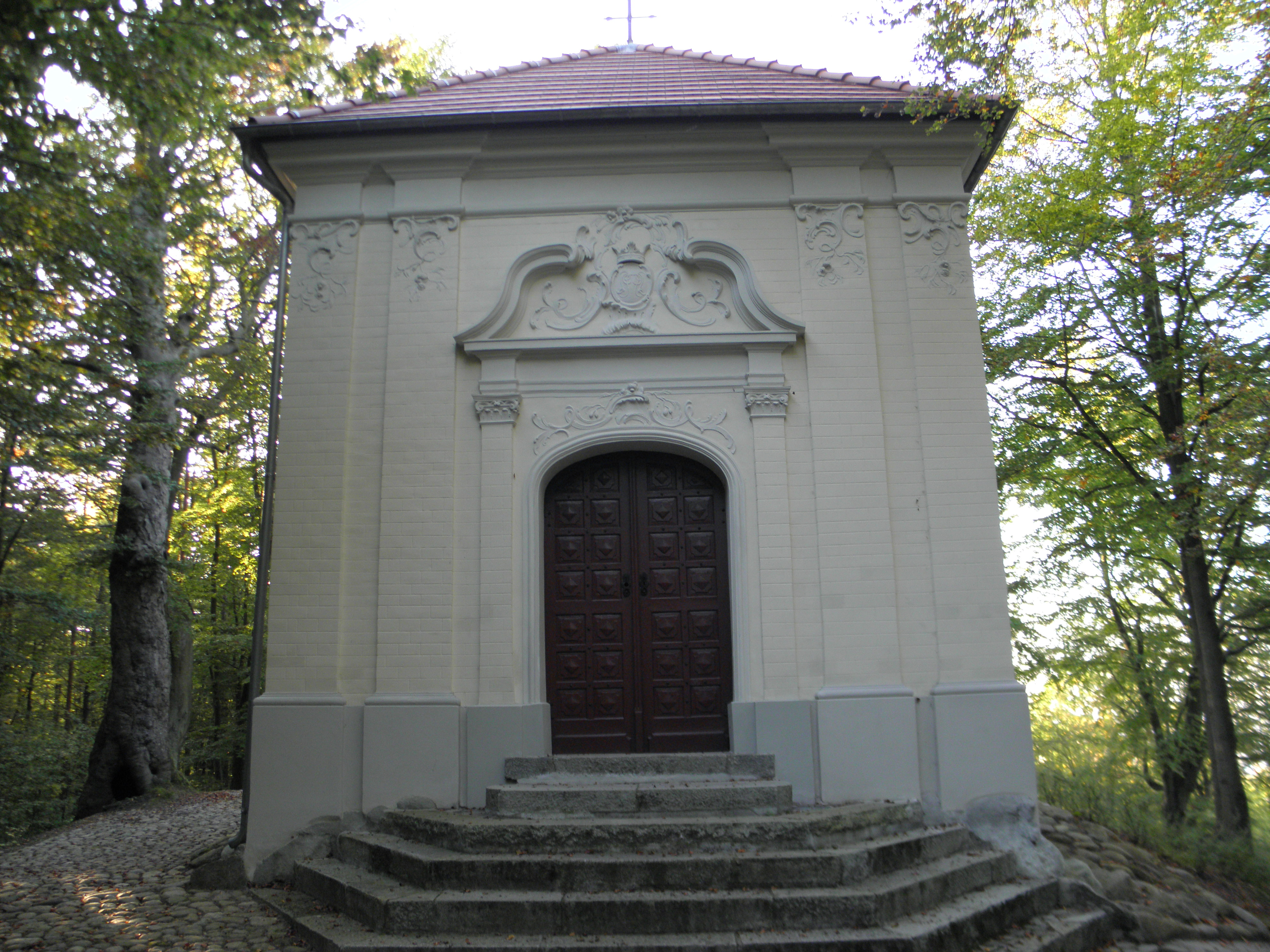
Kaplica "Wniebowstąpienia"
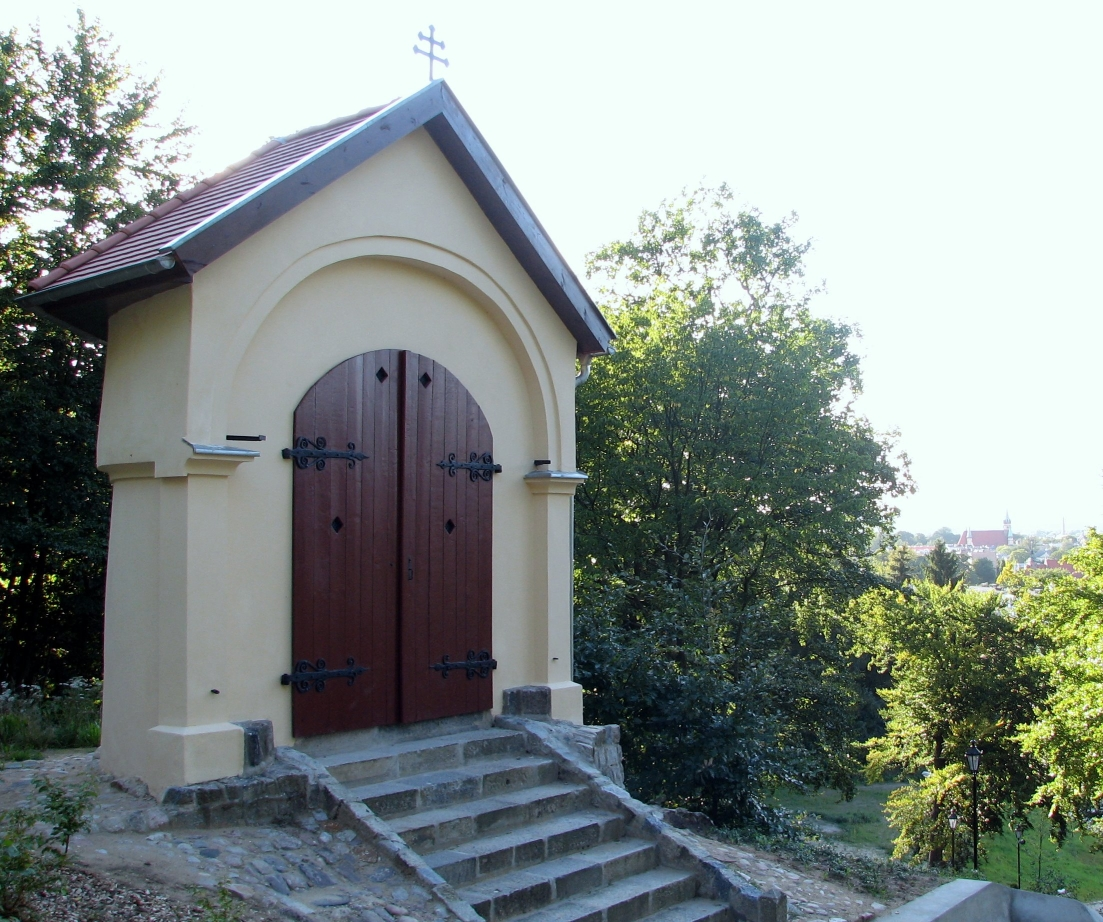
Kaplica "Pocałunek Judasza"
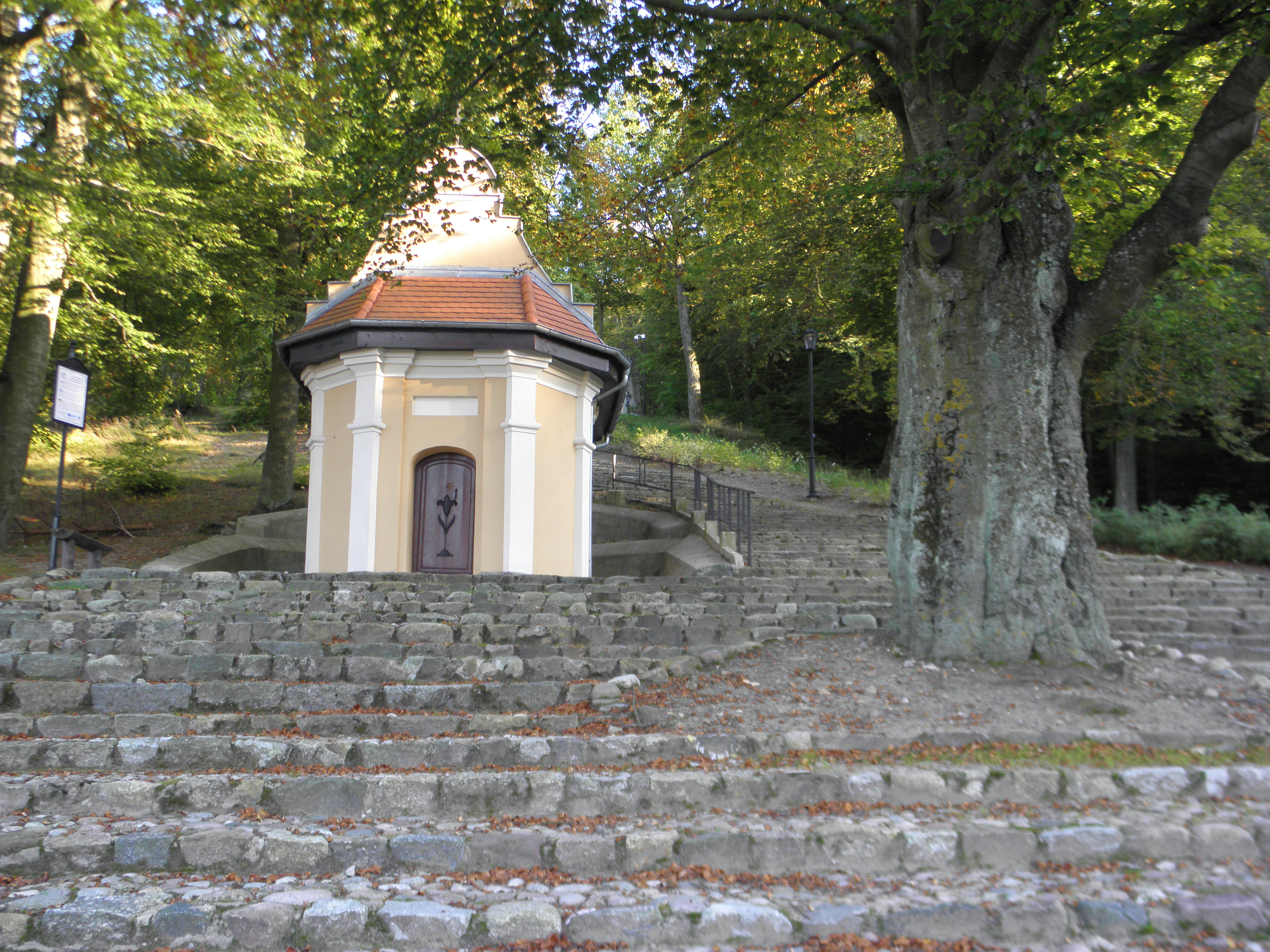
Kaplica Grobu Matki Bożej
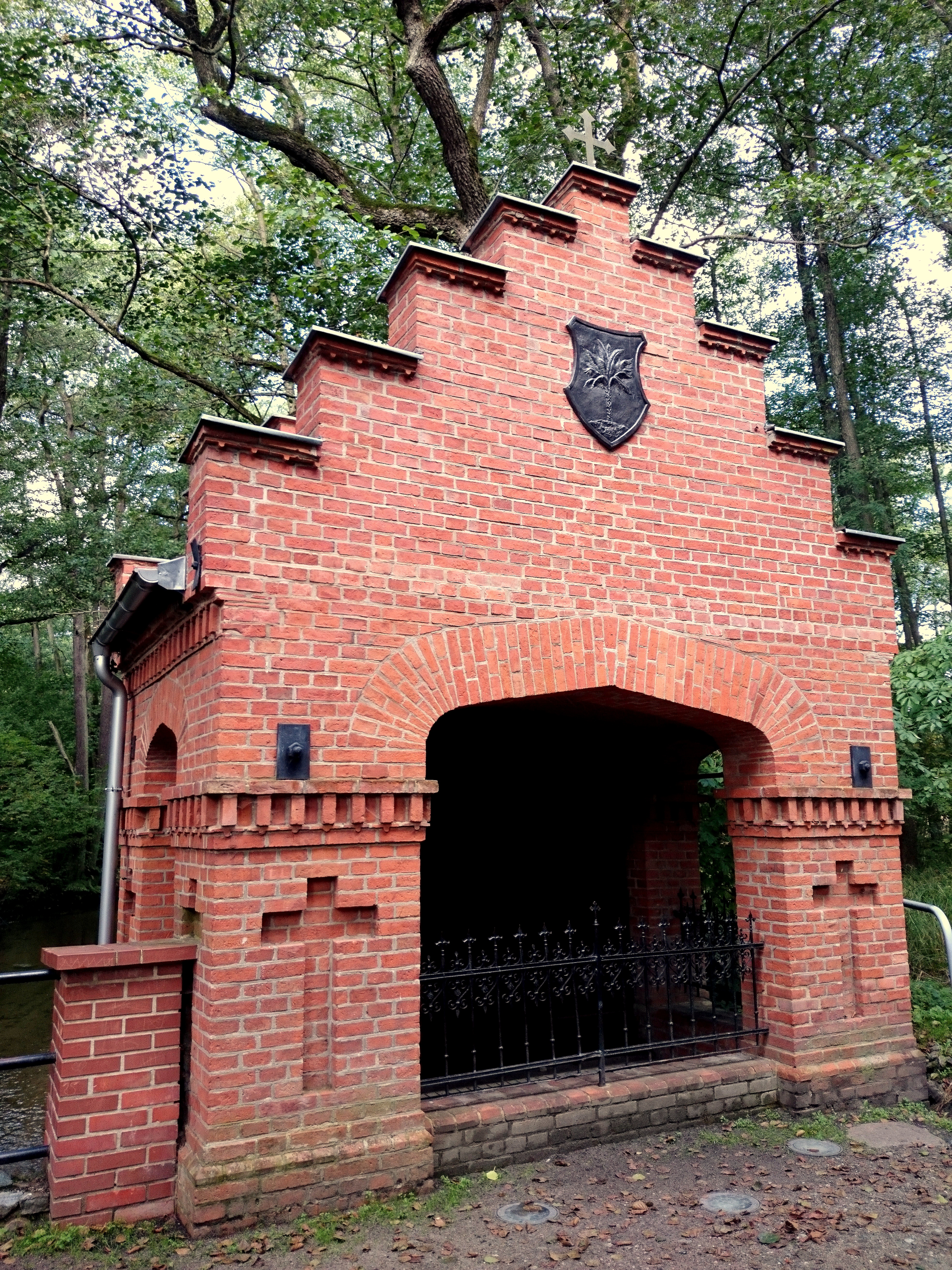
Kaplica nad Cedronem
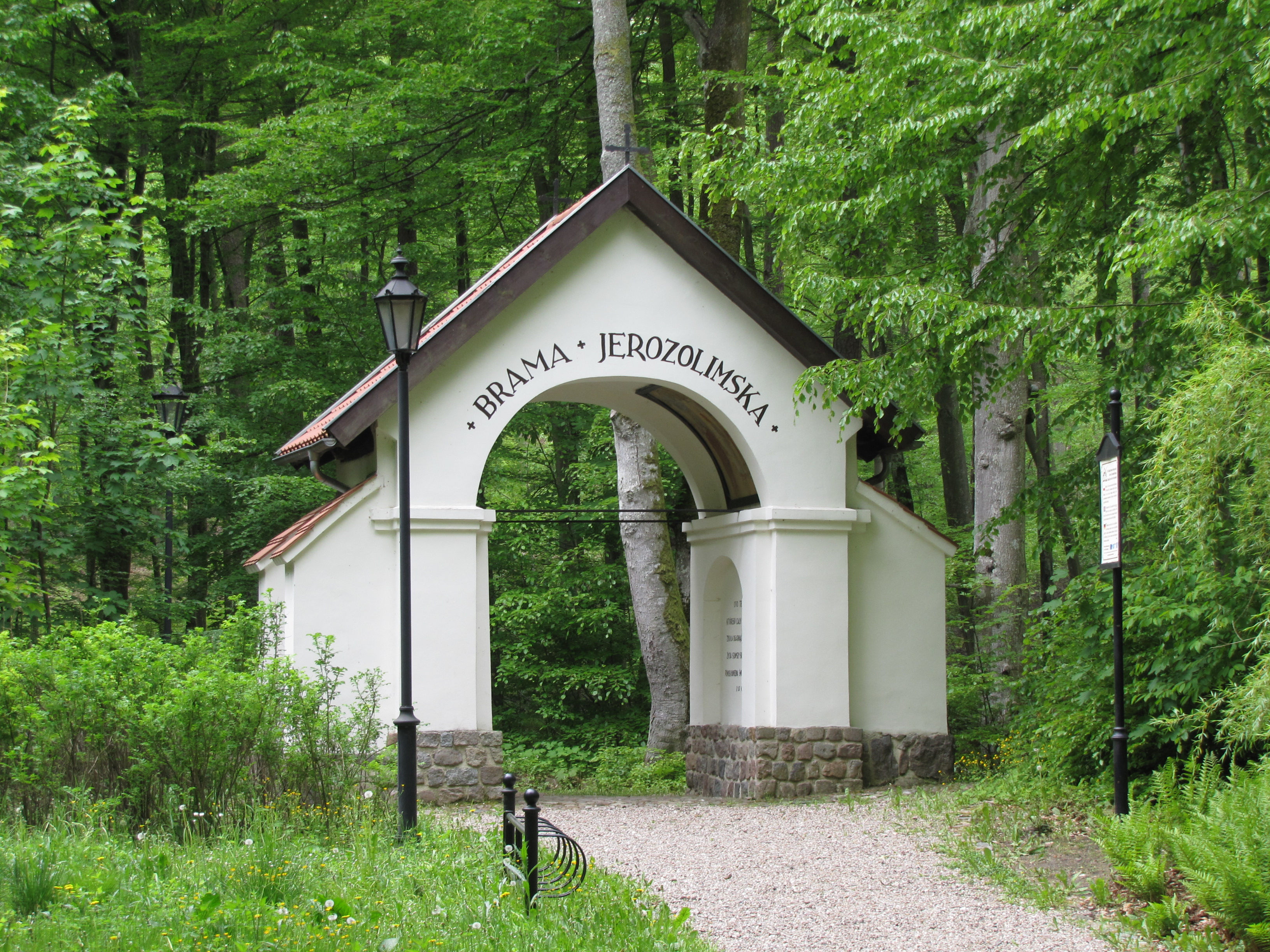
Kaplica "Brama Jerozolimska"
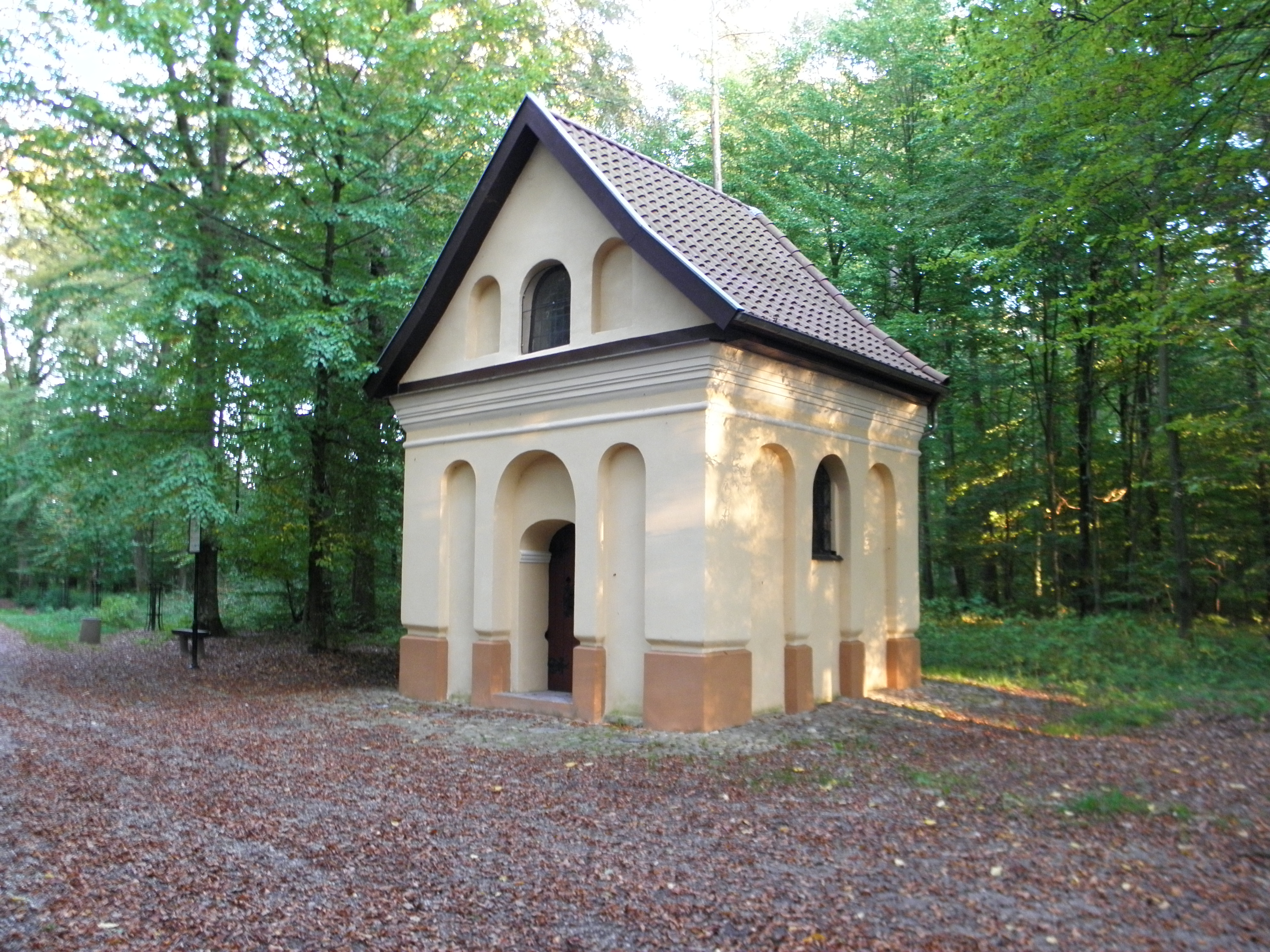
Kaplica "Wieczernik"
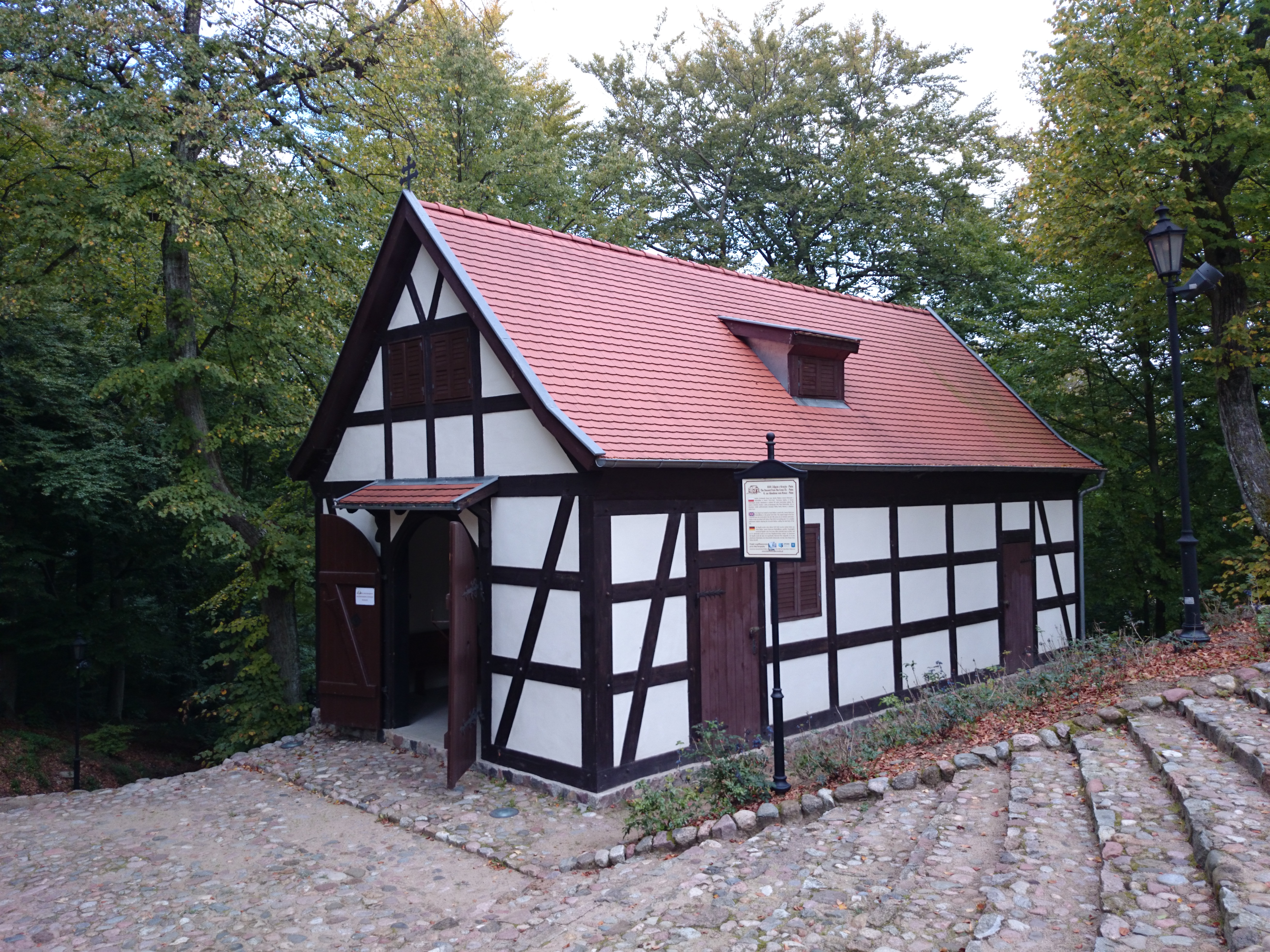
Kaplica Domku Matki Bożej
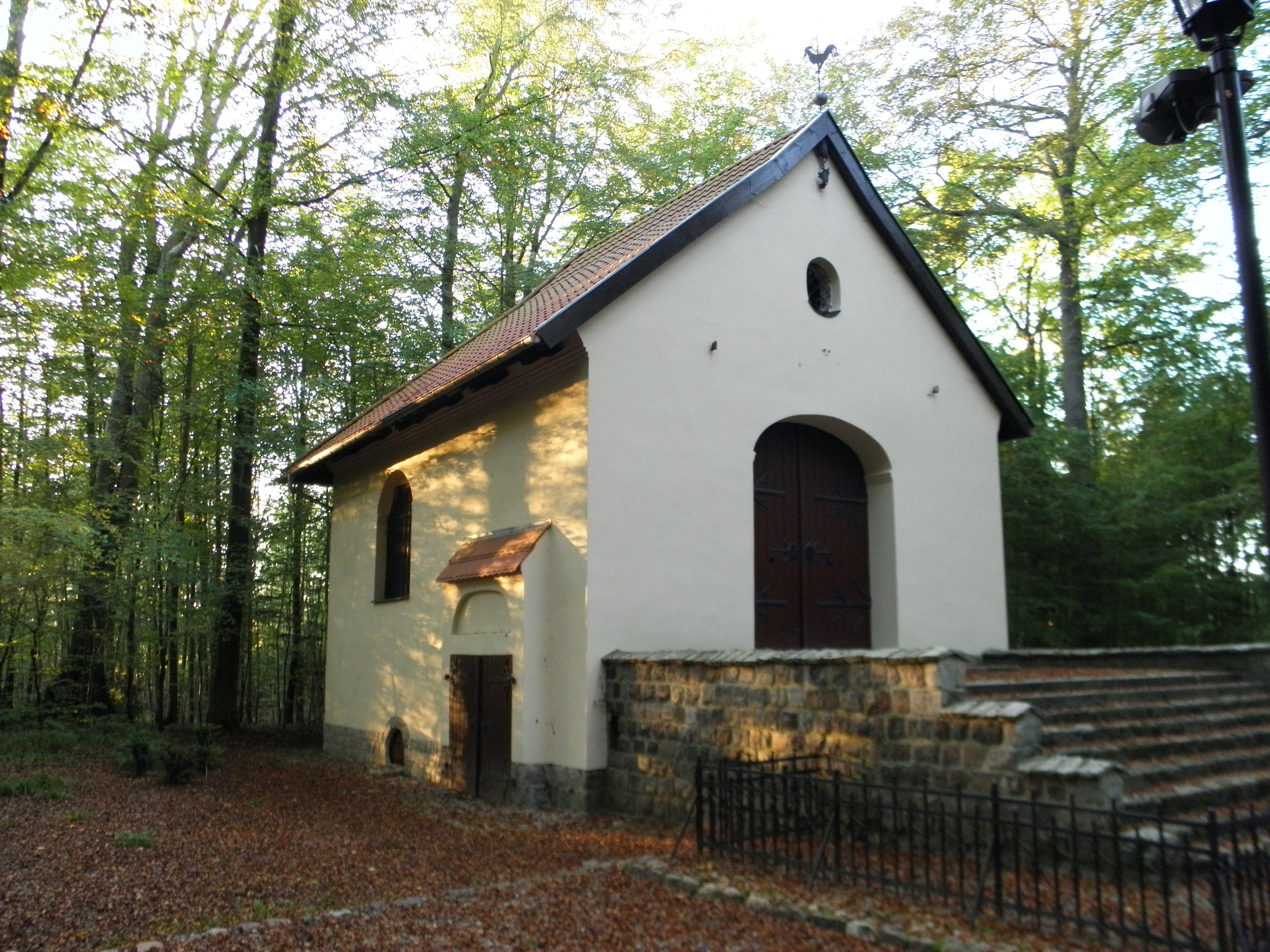
Kaplica Domu Kajfasza
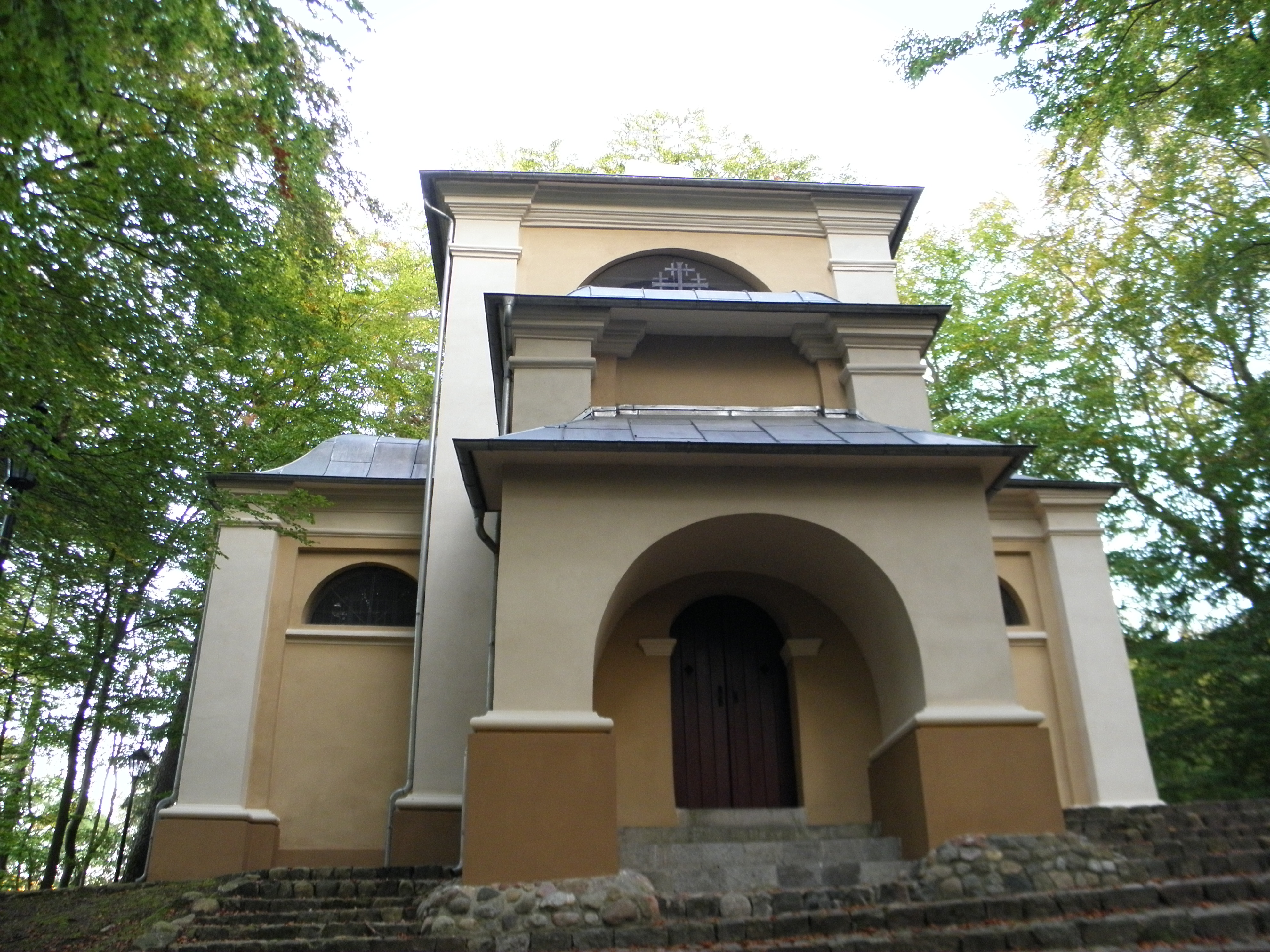
Kaplica Pałacu Piłata
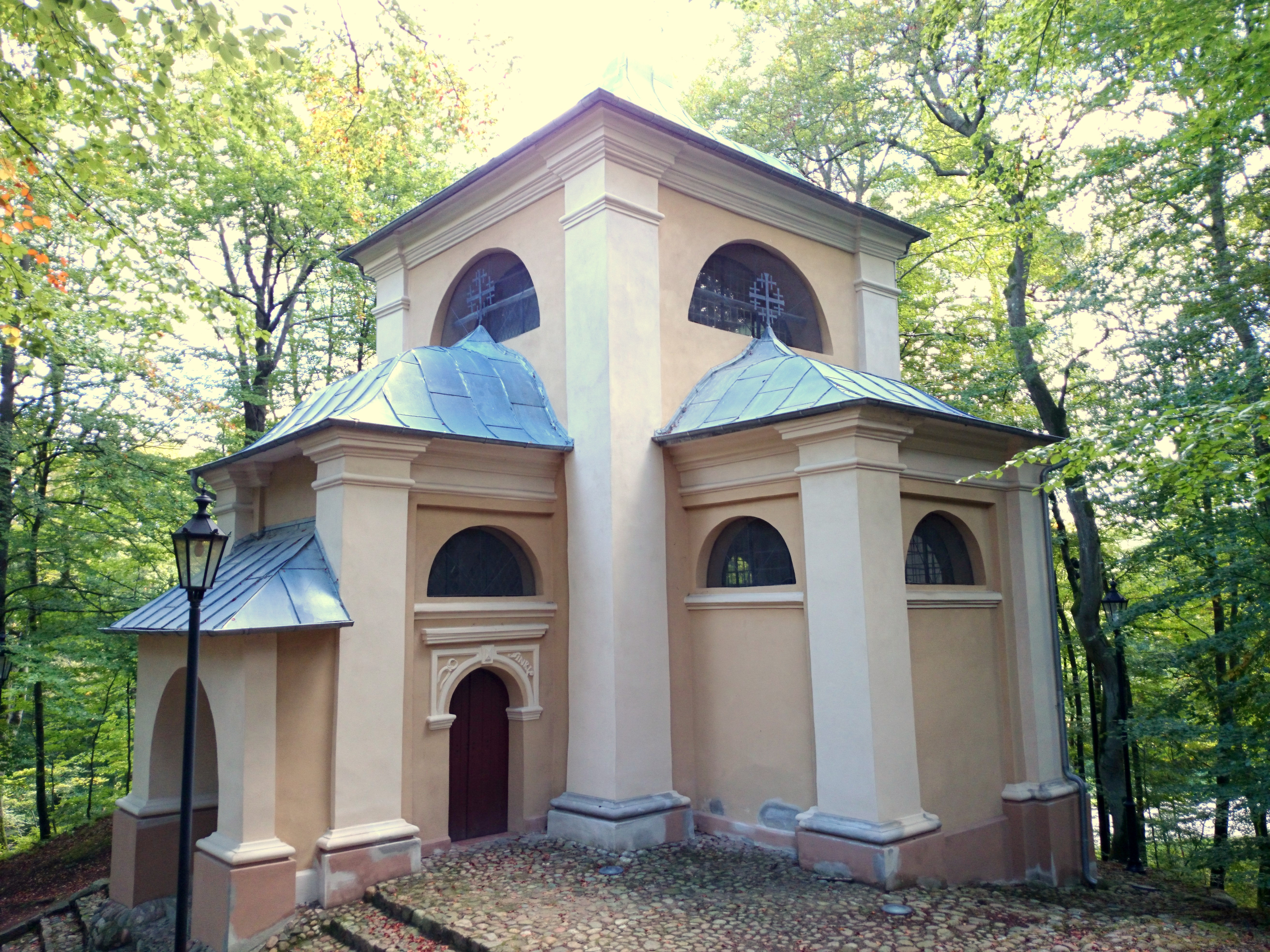
Kaplica Pałacu Heroda
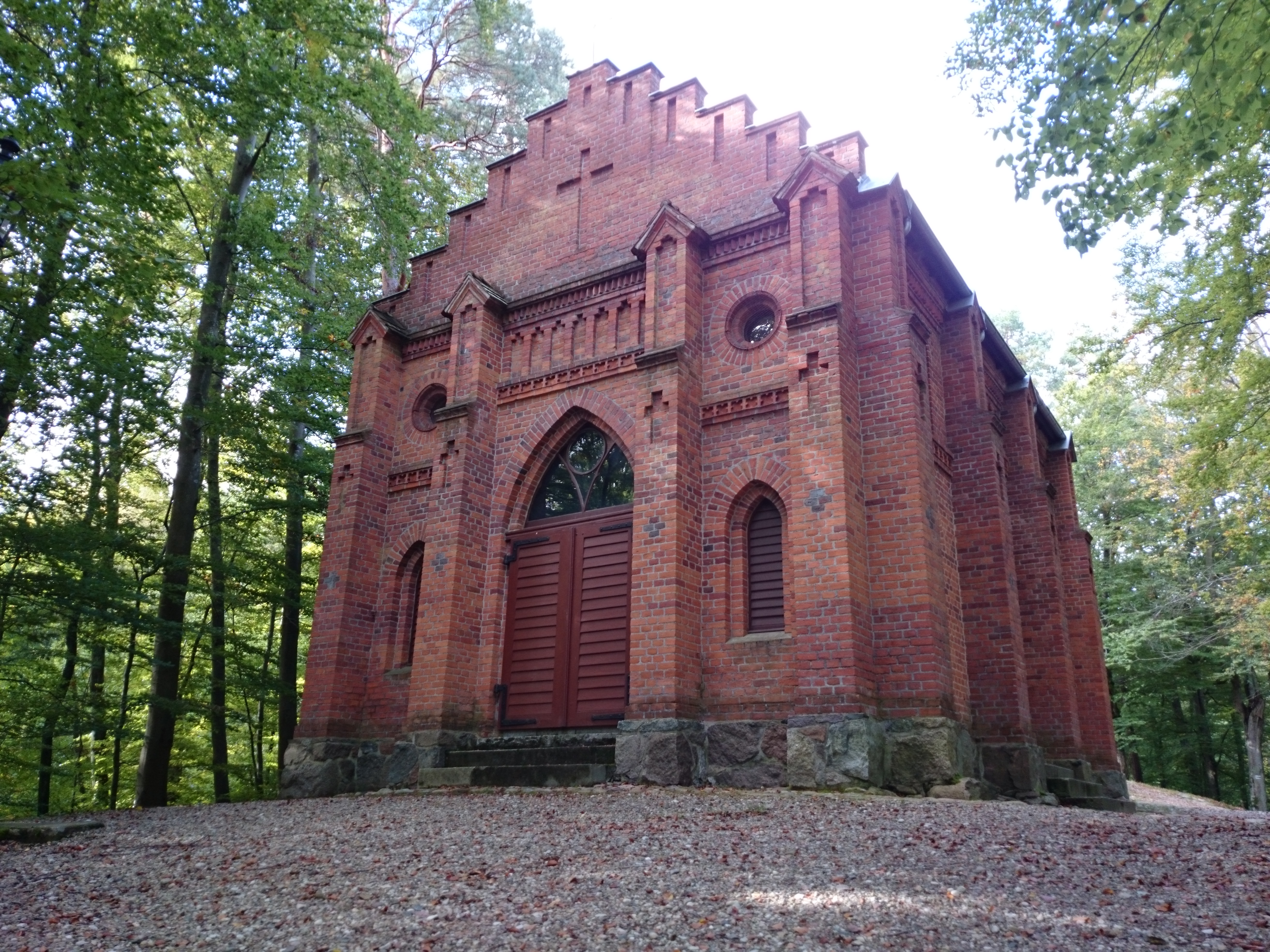
Kaplica Podjęcia Krzyża
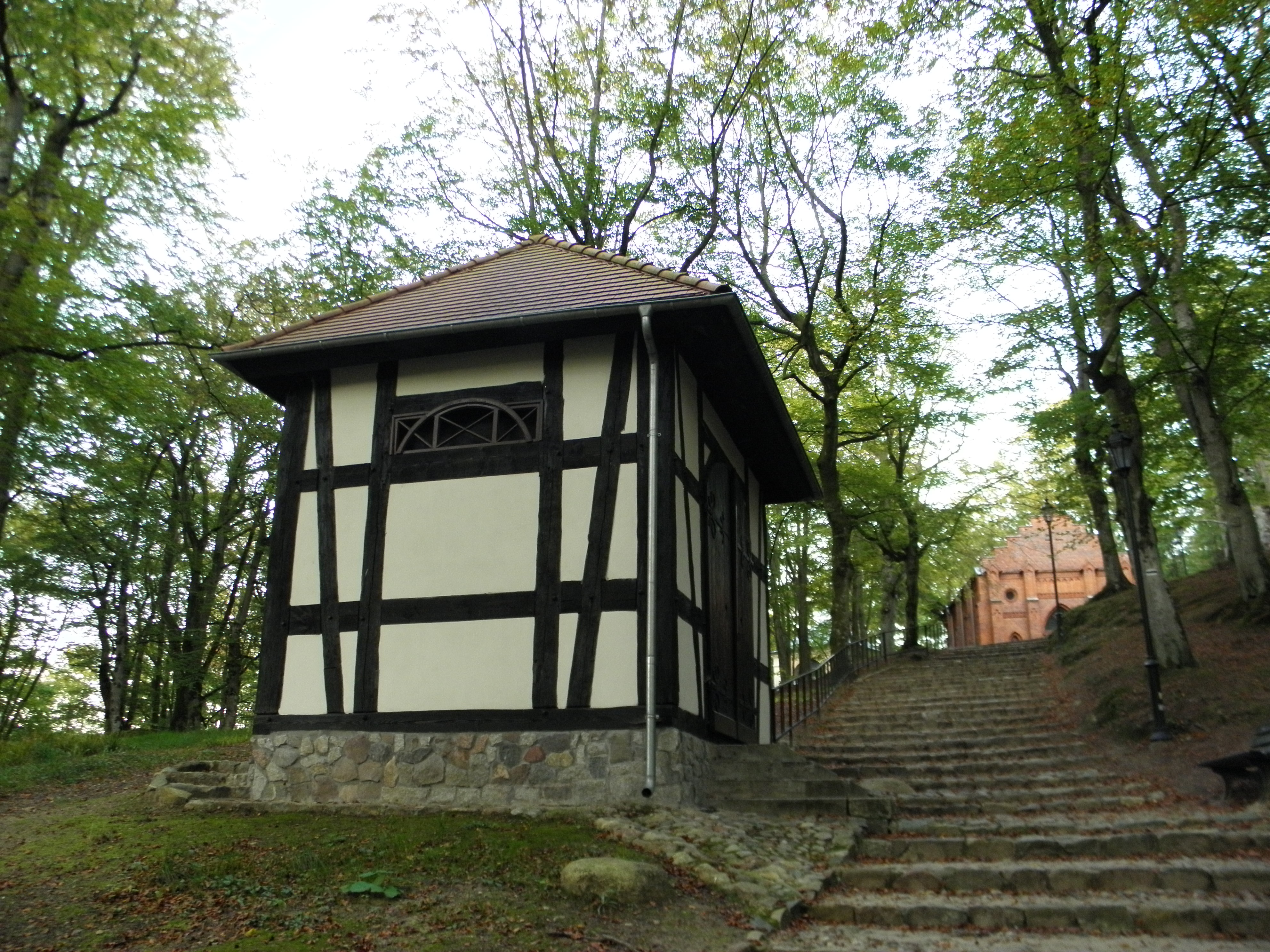
Kaplica Pierwszego Upadku Chrystusa
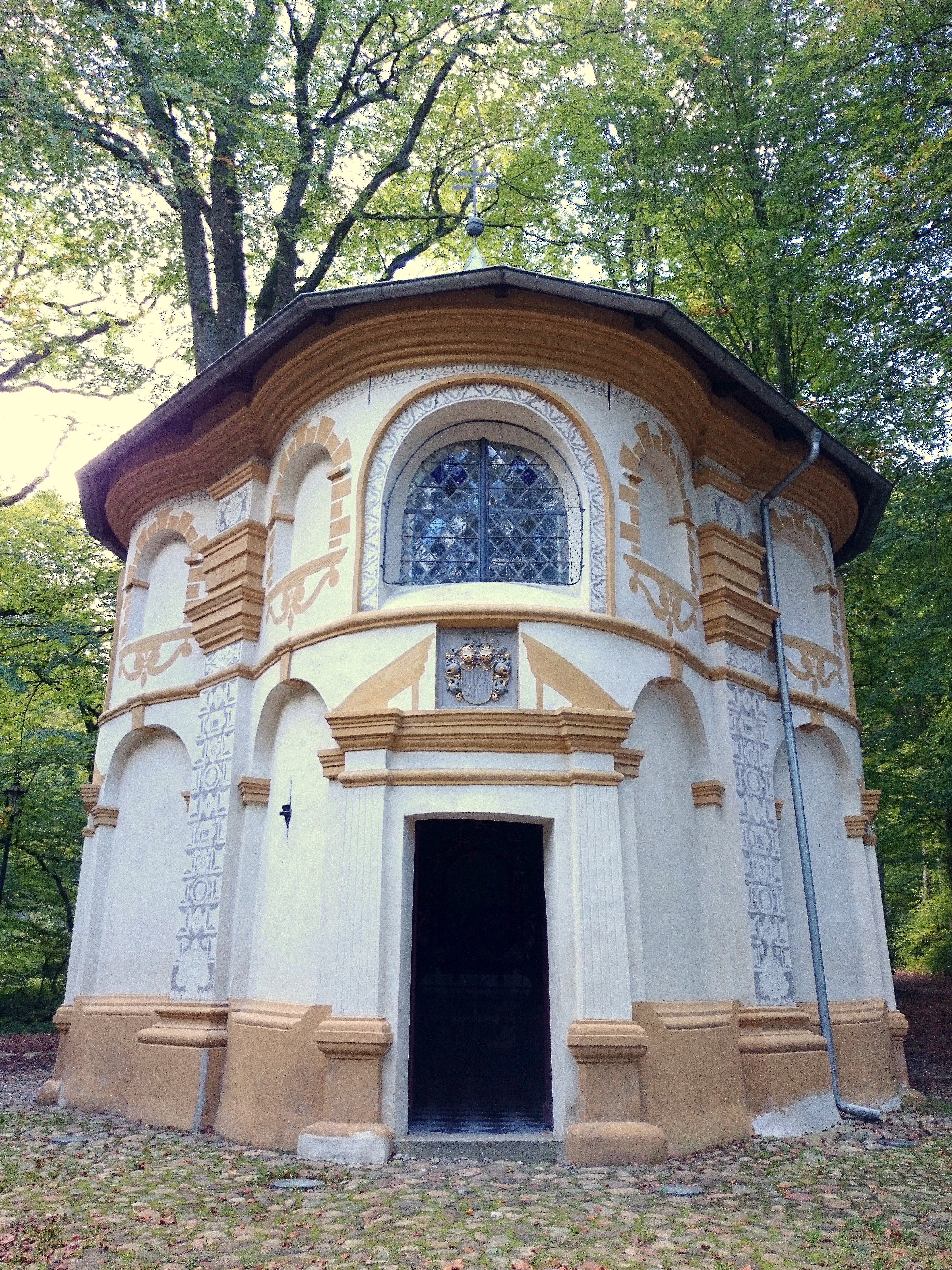
Kap. Spotkania z Matką, herb von Schaffgotsch
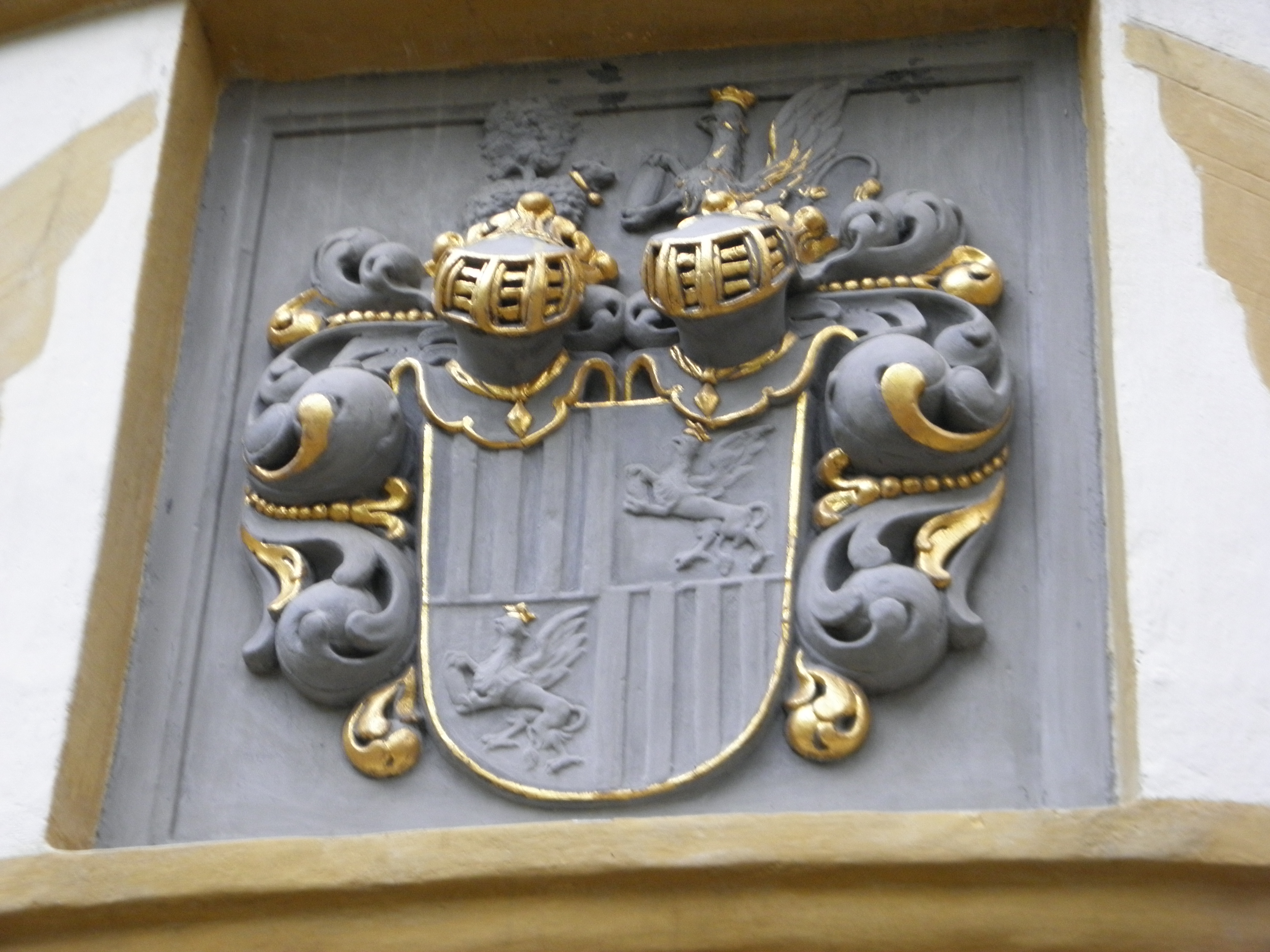
Kap. Spotkania z Matką, herb von Schaffgotsch
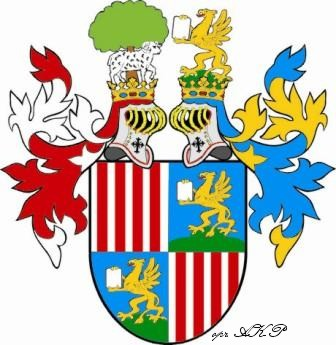
Herb von Schaffgotsch
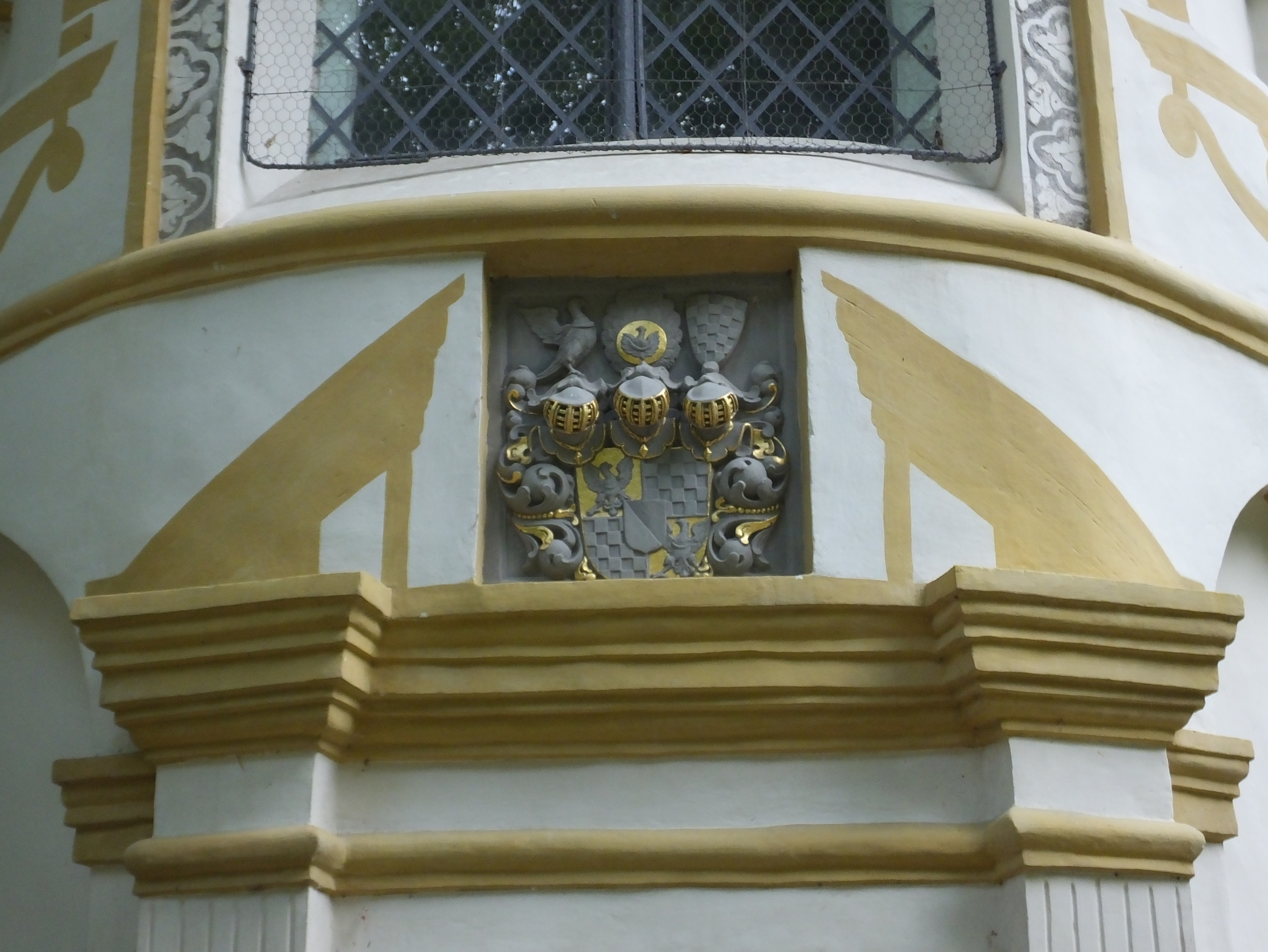
Kap. Spotkania z Matką, herb von Schaffgotsch
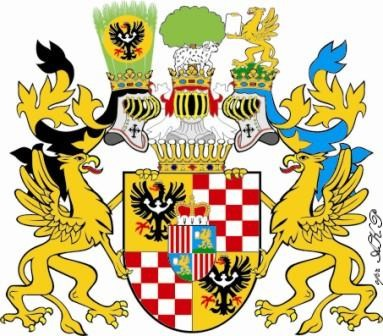
Herb von Schaffgotsch
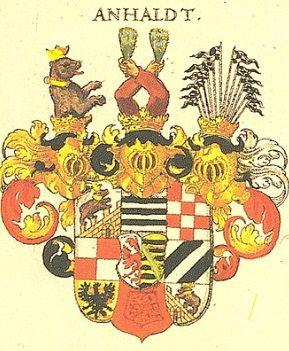
Herb von Anhaldt
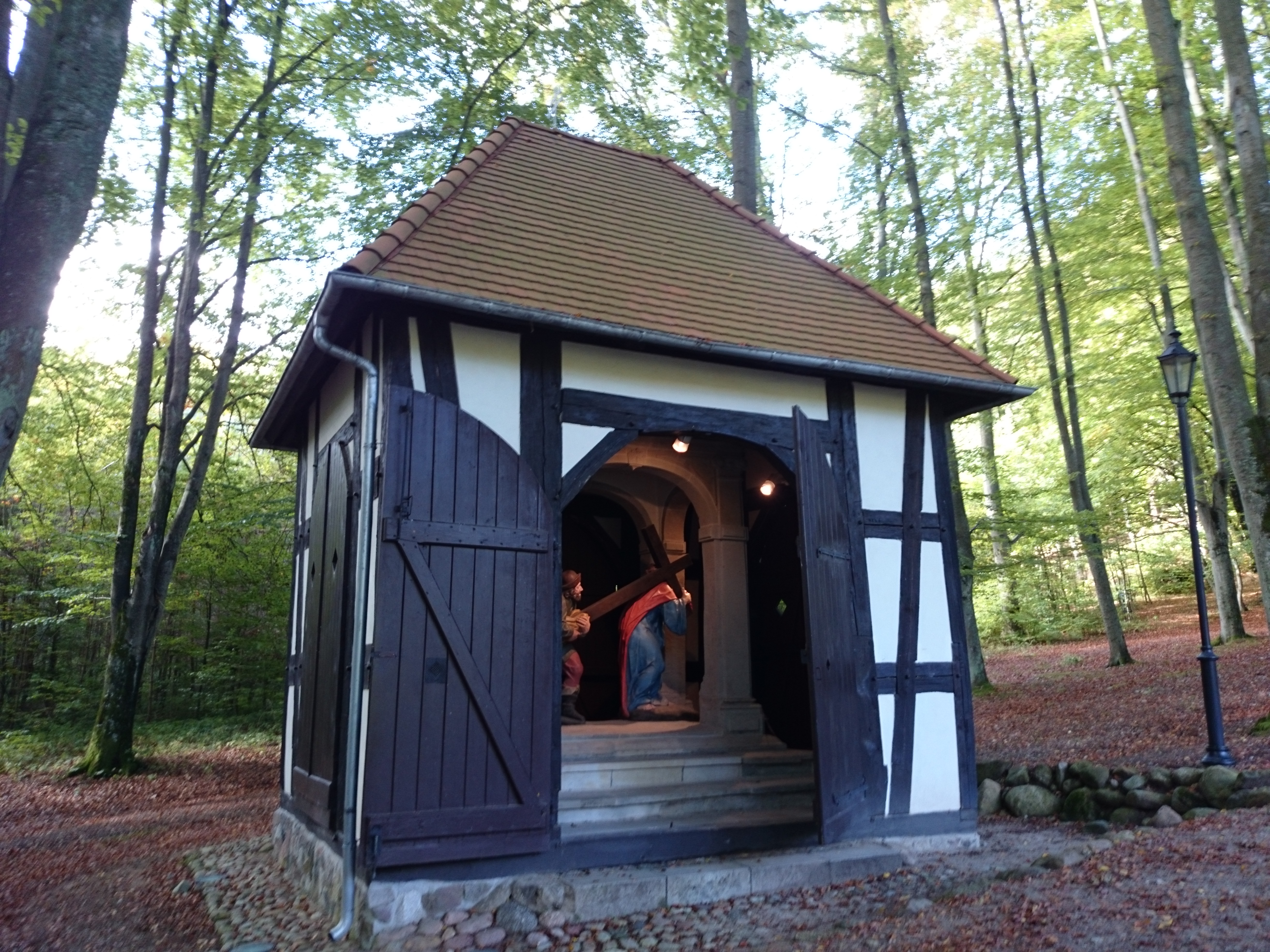
Kaplica Cyrenejczyka
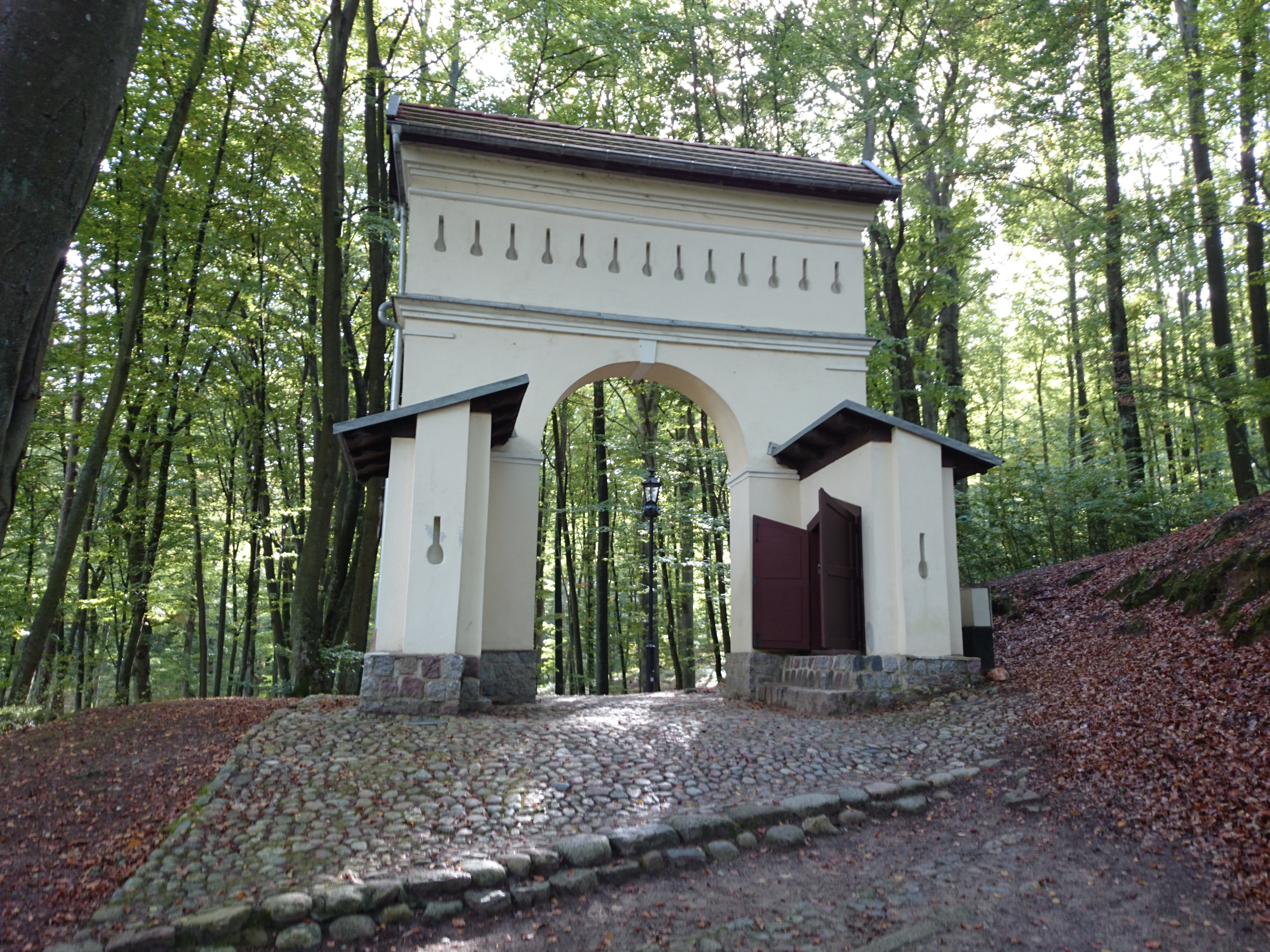
Kaplica Bramy Łez – II Upadek Chrystusa
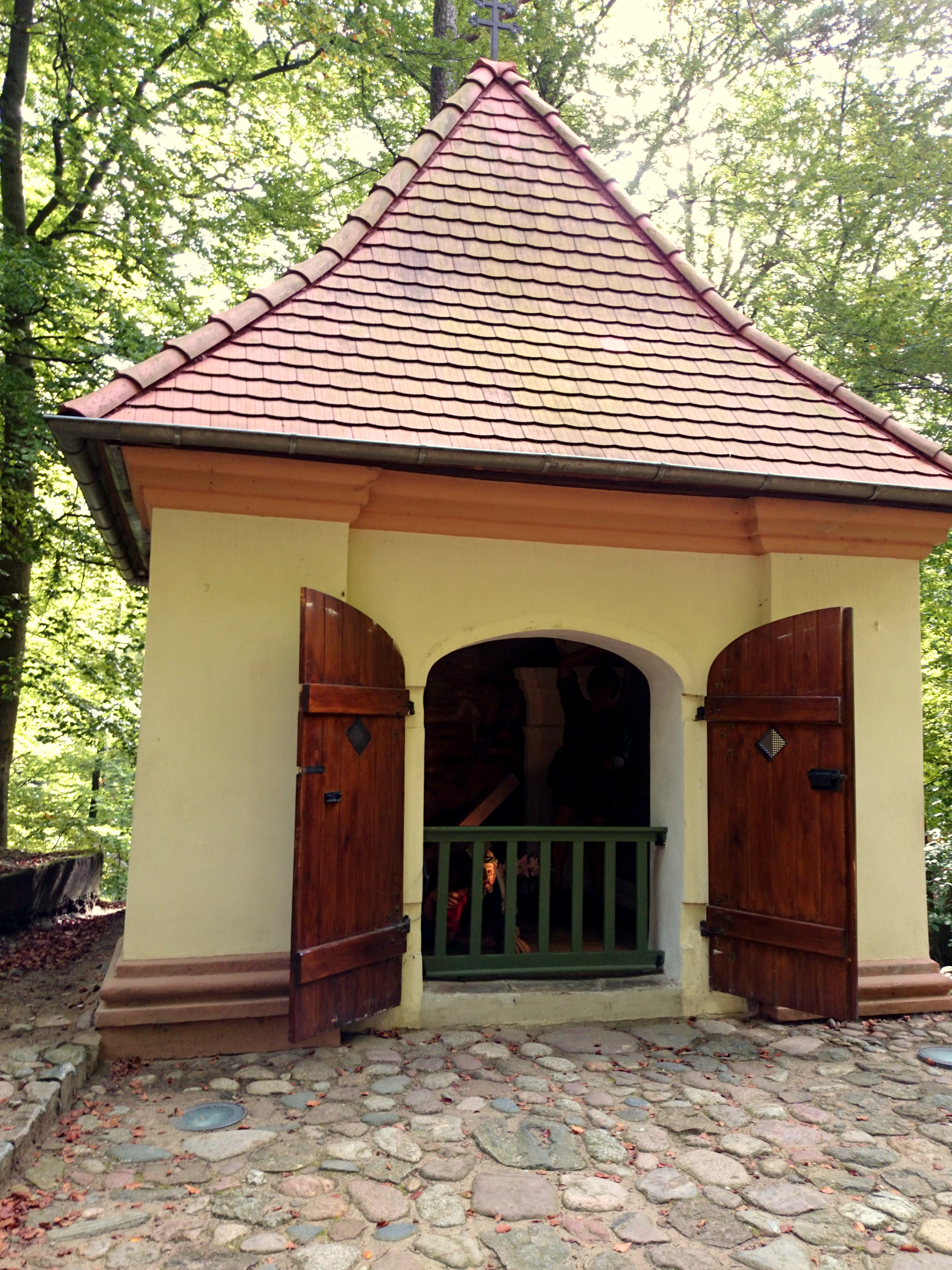
Kaplica Trzeciego Upadku Chrystusa
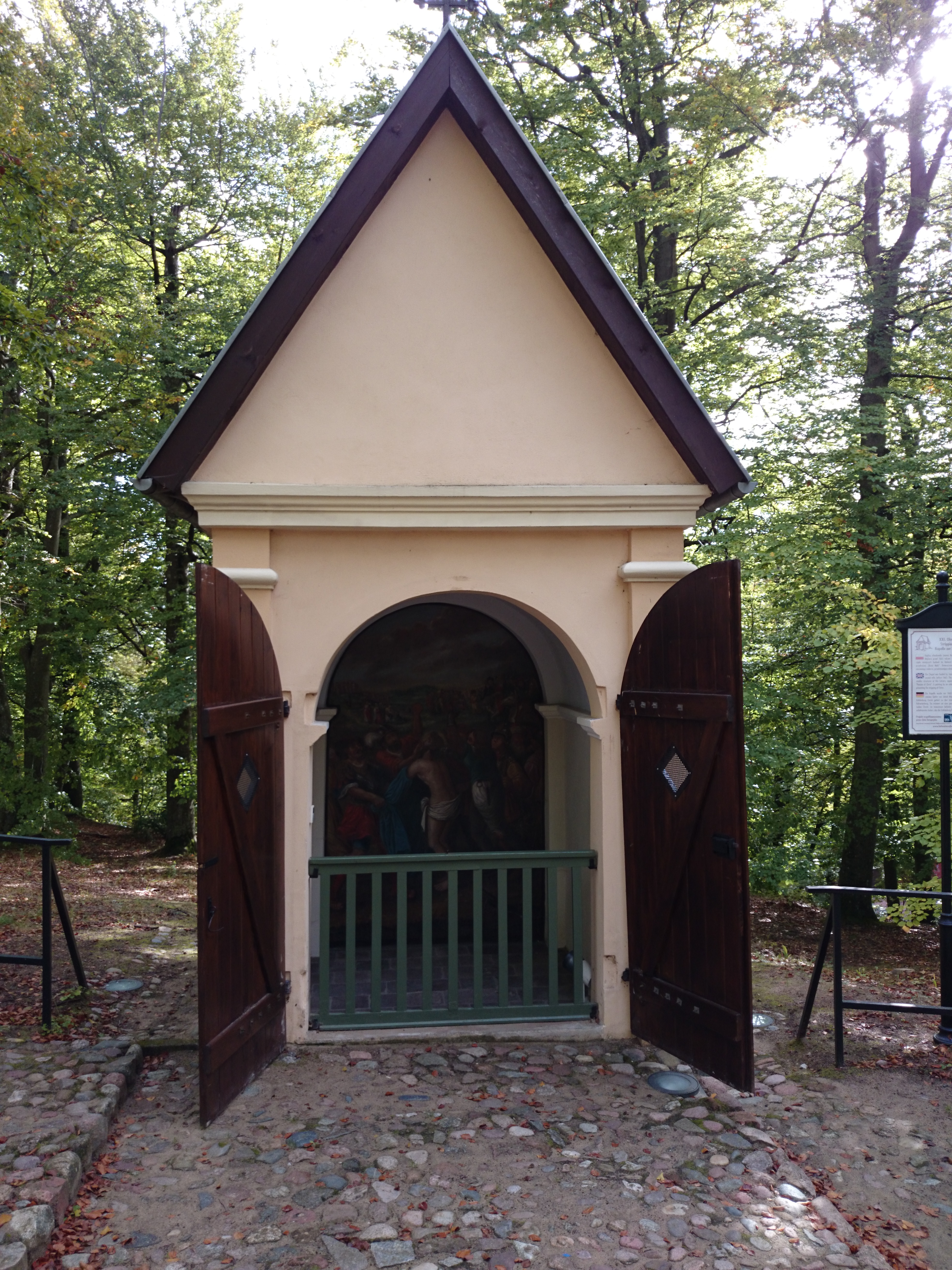
Kaplica Obnażenia Chrystusa
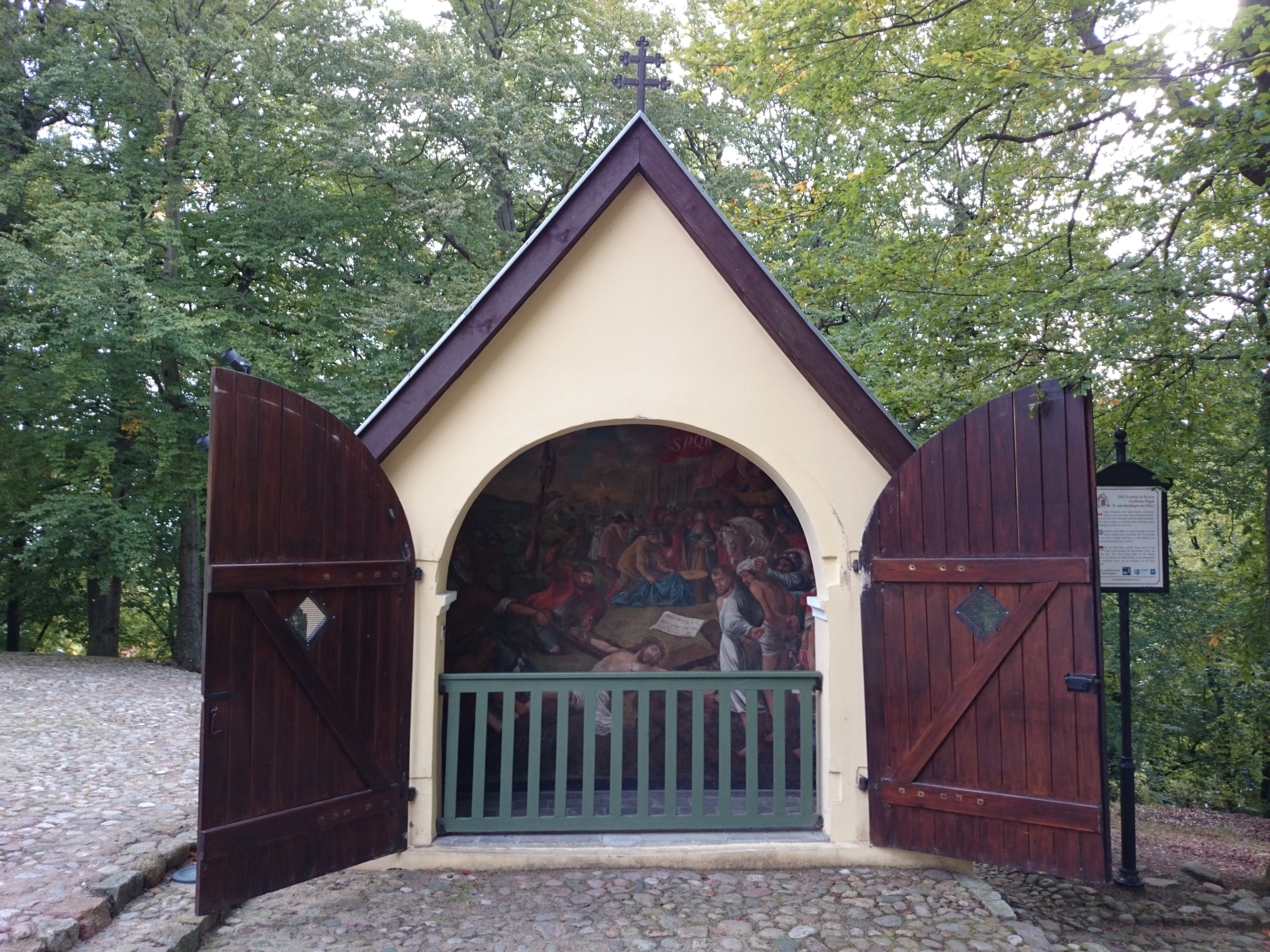
Kaplica Przybicia do Krzyża
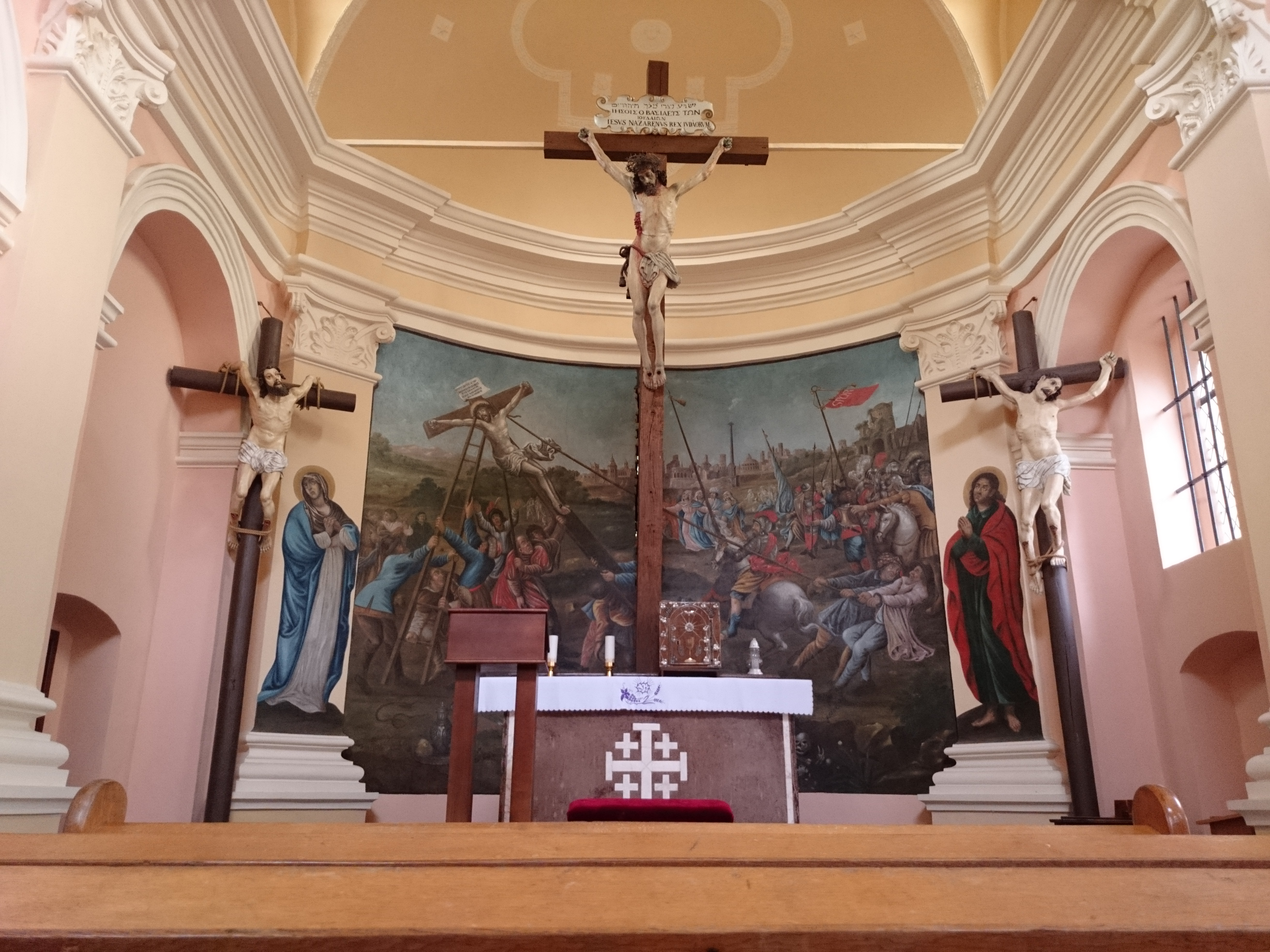
Wnętrze kościoła Trzech Krzyży
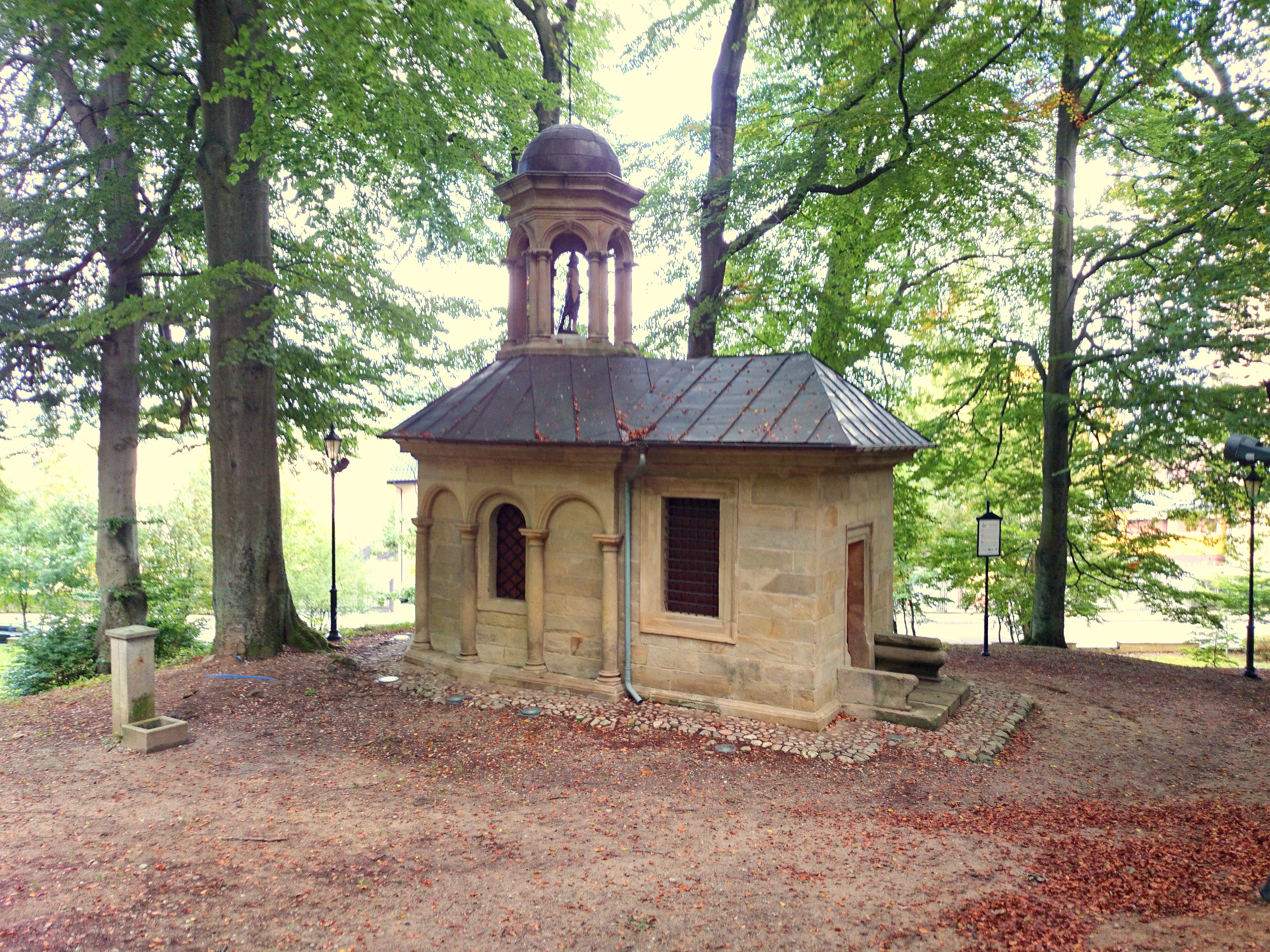
Kaplica Grobu Chrystusa

- Do kompleksu kalwaryjskiego zaliczano także nieistniejącą już kaplicę „Ukrzyżowanie Pana Jezusa”, którą wzniesiono w 1748 r. na starym trakcie pielgrzymkowym w Zagórzu (dzisiejsza Rumia) dla gdańskich i oksywskich pielgrzymów przychodzących na Kalwarię.

- Do budowli znajdujących się poza Wejherowem, a związanych z Kalwarią, należał również kościół św. Józefa w Kolibkach, zbudowany w 1763 roku przez Józefa Przebendowskiego. Fundator zamierzał założyć przy nim franciszkański klasztor kapucynów. W kościele tym zburzonym podczas drugiej wojny światowej, znajdował się gotycki obraz „Matki Boskiej Piaseckiej” z początku XVI wieku.

- Kalwaria odwzorowuje układ drogi krzyżowej w Jerozolimie, dokąd udał się jeden z zaprzyjaźnionych z Wejherem zakonników, by dokładnie zmierzyć wszystkie odległości (łącznie 4,6 km). Przywiózł także ziemię świętą, która znajduje się pod każdą z 25 kapliczek.

- XVII-wieczne kapliczki były pierwszymi czysto barokowymi budowlami na Pomorzu. Ostatnia, 25. została zbudowana w 1948 przez mieszkańca Wejherowa, który przeżył pobyt w obozie koncentracyjnym Stutthof[4].

## „Duchowa stolica Kaszub”

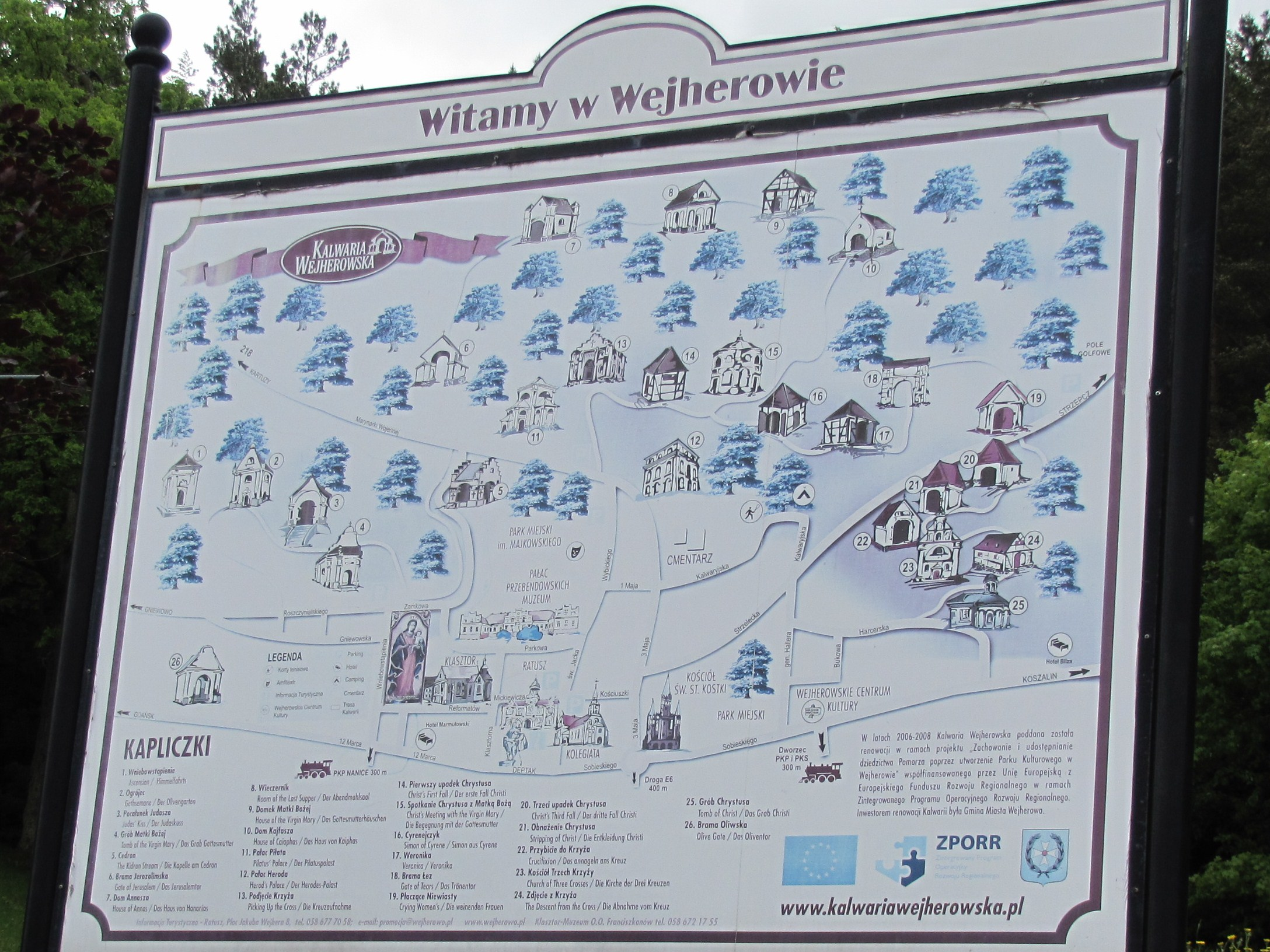
Plan Kalwarii Wejherowskiej

Wejherowo, nazywane „duchową stolicą Kaszub”, to silny ośrodek pielgrzymkowo-maryjny na Pomorzu. Już od ponad 300 lat Kalwaria Wejherowska przyciąga do miasta rzesze pątników, przyczyniając się do systematycznego rozwoju ruchu pielgrzymkowego. Co roku do Wejherowa przybywa około 60 samodzielnych pielgrzymek.
Pierwsze pielgrzymki zaczęły przychodzić do Wejherowa pod koniec XVII wieku. W roku 1678 papież Innocenty XI wydał specjalne brewe, w którym zawarł wieczystą ważność uzyskiwanych na Kalwarii Wejherowskiej odpustów zupełnych. Od 1717 roku pielgrzymującym do Wejherowa służą Modlitewniki Wejherowskie, tzw. kalwaryjki, które są wznawiane cyklicznie. Na Kalwarii Wejherowskiej celebruje się pięć odpustów: Wniebowstąpienia Pańskiego, Trójcy Przenajświętszej, Uzdrowienia Chorych, Wniebowzięcia Najświętszej Marii Panny i Podwyższenia Krzyża Świętego.
- Na pierwszy odpust Wniebowzięcia Pańskiego (niedziela przed Zielonymi Świętami) przybywają głównie pielgrzymi z południowych i środkowych Kaszub, dlatego często nazywa się go odpustem lądowym. Uroczystości rozpoczynają się w piątek po południu wraz z przybyciem pierwszych pielgrzymek i trwają do niedzielnego popołudnia.

- Drugi odpust kalwaryjski Trójcy Świętej, na który przybywają pielgrzymki m.in. z Pucka, Swarzewa, Władysławowa, Oksywia, Rumi, Redy, Kosakowa i prawie z wszystkich gdyńskich parafii. Ponieważ są to pielgrzymki głównie z północnych Kaszub czyli Nordy, nazywany jest on często odpustem morskim.

Pozostałe trzy, to odpusty lokalne, w których nie uczestniczą zorganizowane grupy pielgrzymów.
- Odpust Uzdrowienia Chorych, obchodzony jest w pierwszą sobotę i niedzielę lipca. Główne uroczystości odbywają się na kalwarii w niedzielę, przy Kaplicy Kajfasza o godz. 10.00. Suma odpustowa odprawiana jest w intencji licznie przybyłych ludzi chorych, którzy przywożeni są na góry przez rodzinę i znajomych by uzyskać odpust zupełny i otrzymać ostatnie namaszczenie. W tym dniu poświęcone zostają także samochody wiernych.

- Odpust Wniebowzięcia Najświętszej Maryi Panny, obchodzony jest 14 i 15 sierpnia. Charakteryzuje się wieczornym przemarszem procesji z zapalonymi świecami i przeźroczystą trumienką, w której ułożona jest figura zmarłej Matki Bożej, z kaplicy "Domek Matki Bożej" do kaplicy "Grób Matki Bożej".

- Odpust Podwyższenia Krzyża Świętego. Jest to trzeci lokalny odpust, odbywający się w drugą sobotę i niedzielę września, połączony z rozpoczęciem roku szkolnego, w którym uczestniczą uczniowie, rodzice i nauczyciele powiatu wejherowskiego.

W czasie pielgrzymek na te odpusty odbywają się słynne pokłony feretronów.
W okresie wielkiego postu, w każdy piątek na Kalwarii Wejherowskiej odprawiane jest nabożeństwo drogi krzyżowej rozpoczyna się o godz. 16.00 wyjściem z kościoła klasztornego procesją do Kaplicy Piłata.

## Wejherowskie Misterium Męki Pańskiej

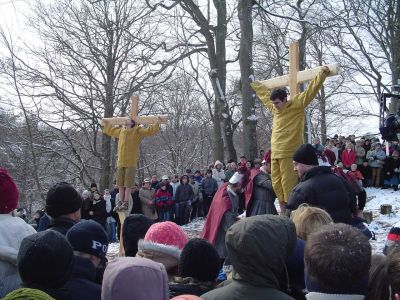
Wejherowskie Misterium Męki Pańskiej

Od 2002 roku na Kalwarii Wejherowskiej wystawiane jest Misterium męki Pańskiej, w którym aktorzy przebrani w stylizowane stroje, przedstawiają poszczególne wydarzenia Drogi Krzyżowej. Najbardziej rozbudowana jest scena pierwsza – Skazanie Chrystusa przed Piłatem – oraz ciąg stacji od Obnażenia do Zdjęcia z Krzyża.
Inscenizacji, w której udział biorą tysiące wiernych, towarzyszy muzyka skomponowana do słów Tomasza Pohla, przez znanego muzyka jazzowego, Cezarego Paciorka.
W 2005 Yach Paszkiewicz i Tomasz Żmuda Trzebiatowski zarejestrowali to niezwykłe przedstawienie na taśmie filmowej i nakręcili film dokumentalny, który w kwietniu 2007 roku doczekał się premiery na antenie Telewizji Polskiej. 